# Marionina istriae
Marionina istriae är en ringmaskart som beskrevs av Giere 1974. Marionina istriae ingår i släktet Marionina och familjen småringmaskar. Inga underarter finns listade i Catalogue of Life.